# Neu- und Neershof

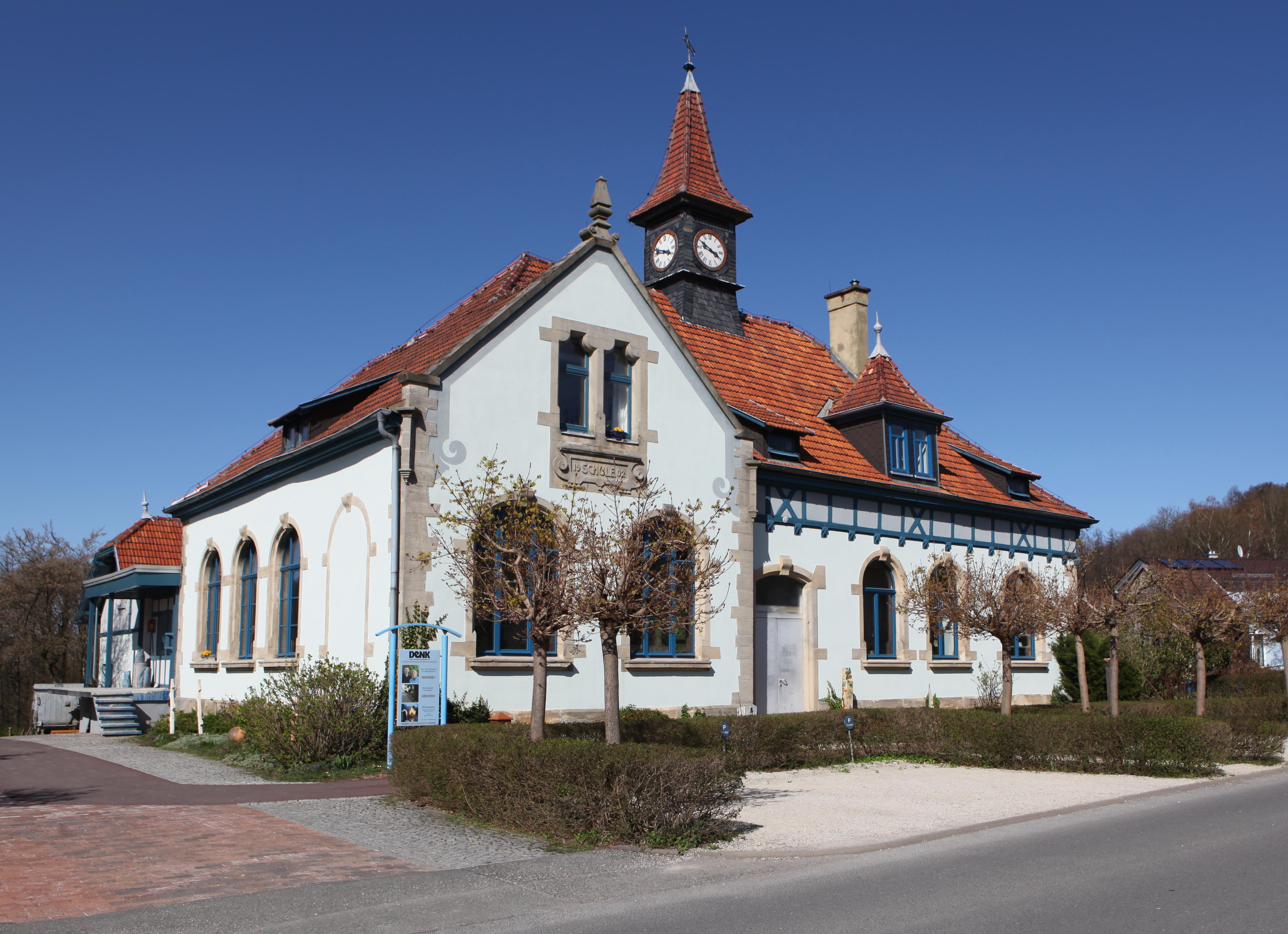
Ehemaliges Schulhaus

 Neu- und Neershof  ist eine ehemalige Gemeinde, die 1867 durch den Zusammenschluss von Neuhof und Neershof entstanden und 1976 in der oberfränkischen Stadt Coburg aufgegangen ist.

## Geografie
Neu- und Neershof hat den Siedlungscharakter eines Dorfes. Es liegt rund sechs Kilometer östlich vom Stadtzentrum und grenzt an den Coburger Stadtteil Rögen sowie an die Gemeinden Ebersdorf und Rödental. Der Ort besteht aus Neuhof, der Ansiedlung um das Schloss Neuhof, und aus Neershof mit dem oberen und unteren Dorf, die im Laufe der Zeit zusammengewachsen sind. Am 30. Juni 2010 zählte Neu- und Neershof 251 Einwohner, was eine Bevölkerungsdichte von 100 Einwohnern pro Quadratkilometer ergibt.
Größere Teichanlagen, unter anderem der 4,5 Hektar große Mühlteich, liegen im Westen von Neershof, das im Süden vom bis zu 410 Meter hohen Bergrücken des Lahm begrenzt wird. Die höchste Erhebung befindet sich mit 407 Metern im Flurteil Alexenschrotfeld.

## Geschichte
Die erste Erwähnung Neershof als „Neseldorf“ stammt aus dem Jahr 1225. Neershof gehörte bis 1861 als Lehen dem Eigentümer des Schlosses Neuhof, das erstmals 1371 als „Newenhoff“ (neuer Hof der älteren Siedlung Neershof) genannt wird.
1867 wurde Neershof mit dem Gutsbezirk Neuhof zu einer politischen Gemeinde mit 104 Einwohnern vereinigt. Die beiden Orte hatten schon zuvor einen gemeinsamen Schultheißen. Nach dem Bau der Schule in Einberg (etwa 1590) war die zuständig für die Schüler aus Neu- und Neershof. Aufgrund wachsender Schülerzahlen errichtete die Gemeinde 1902 in Neershof eine Schule, die 1903 eingeweiht und von 28 Schülern besucht wurde. 1914 waren von 30 Wahlberechtigten zu Gemeindewahlen 14 in der Industrie beschäftigt.
Im Ersten Weltkrieg zählte die Gemeinde 12 und im Zweiten Weltkrieg 18 Gefallene. In einer Volksbefragung am 30. November 1919 stimmten vier Einwohner für den Beitritt des Freistaates Coburg zum thüringischen Staat und 45 dagegen. Somit gehörte ab dem 1. Juli 1920 auch Neu- und Neershof zum Freistaat Bayern. 1967 wurde die Gemeinde an das Wassernetz des Wasserzweckverbands Spittelsteiner Gruppe angeschlossen.
Neu- und Neershof gehörte zum Kirchspiel der evangelischen Pfarrei Einberg. Nachdem sich die Neu- und Neershofer Bürger bei einer Abstimmung mit 88,6 Prozent für die Zugehörigkeit nach Coburg, statt nach Rödental, entschieden hatten, fand am 1. Juli 1976 die Eingemeindung nach Coburg mit 251 ha Gemeindefläche und 212 Einwohnern statt.

## Sehenswürdigkeiten
- Schloss Neuhof

Siehe auch: Liste der Baudenkmäler in Coburg/Neu- und Neershof

## Einwohnerentwicklung
| Jahr | Einwohnerzahl |
| ---- | ------------- |
| 1867 | 104           |
| 1890 | 135           |
| 1910 | 155           |
| 1933 | 198           |
| 1946 | 276           |
| 1958 | 315           |
| 1961 | 300           |
| 1976 | 211           |
| 1987 | 207           |
| 2010 | 251           |

Die Einwohnerzahlen beinhalten die Bewohner des Altenheimes auf Schloss Neuhof das von 1952 bis 1972 existierte.